# Секс-кінотеатр

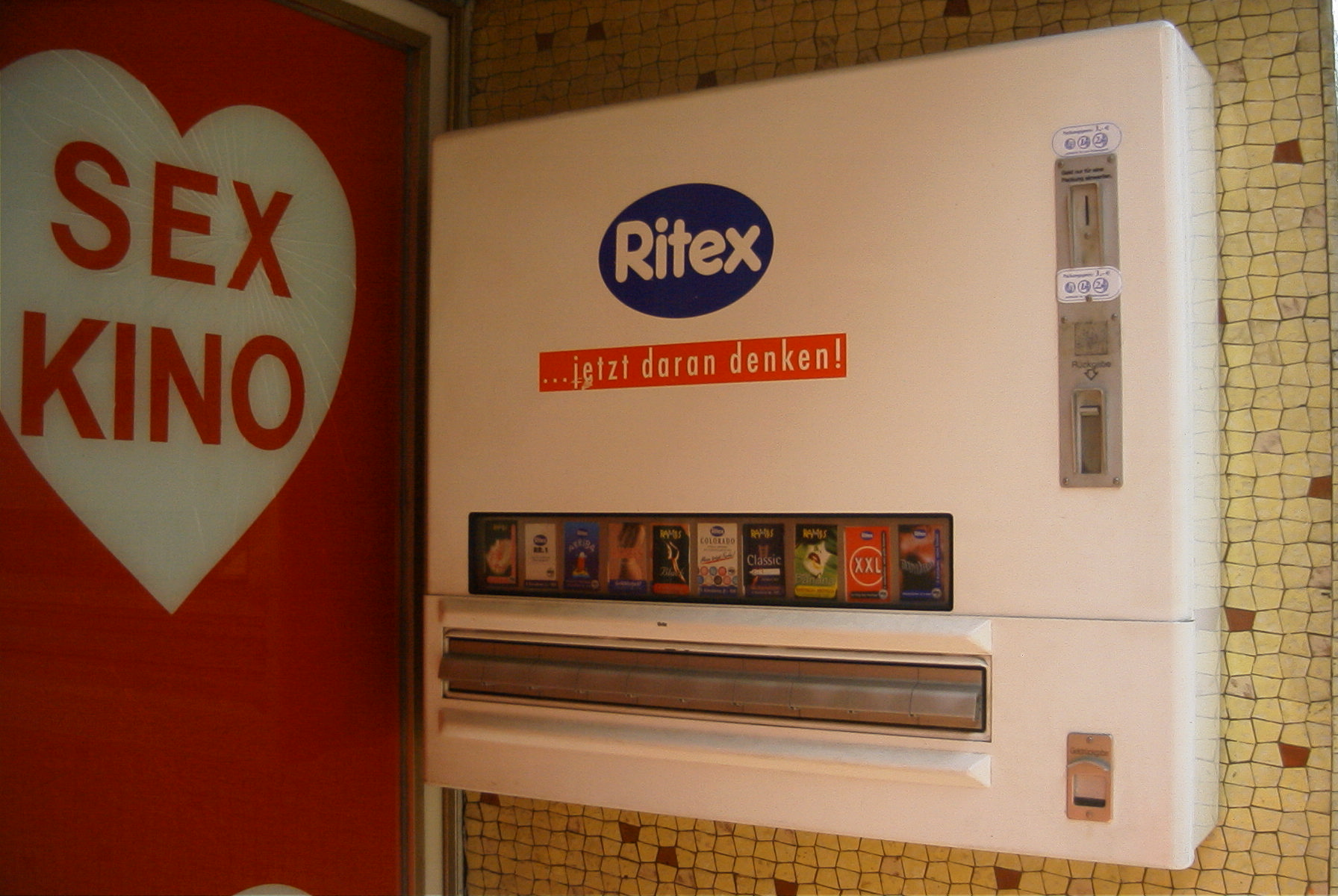
Кондомат перед входом в секс-кінотеатр в Дуйсбурзі.

Секс-кінотеатр (також порно-кінотеатр) — кінотеатр, що показує переважно фільми еротичного та порнографічного змісту. З появою в 1980-х роках відеотек і в 1990-х роках DVD і порносайтів секс-кінотеатри втратили своє первісне значення та сьогодні використовуються переважно для круїзінгу (пошуку сексуальних партнерів). Деякі секс-кінотеатри забезпечені персональними кабінками, в яких можна усамітнюватися для перегляду фільму, займаючись при цьому мастурбацією або сексом з партнером.